# Ducat
 Ducat  je enota za količino, ki vsebuje 12 kosov.